# Carlos Llorens Mestre
Carlos Llorens Mestre (Valencia, España, 1 de septiembre de 1969) es un exfutbolista español. Jugaba de lateral izquierdo y su último equipo fue el Rayo Vallecano.  

## Trayectoria
Trotamundos del fútbol español, formado en las categorías inferiores del Valencia CF, tras pasar por varios clubes de Segunda División y Segunda B, la temporada 1998-99 integró la plantilla del Rayo Vallecano que logró ascender a Primera. Su debut en la máxima categoría llegaba -con  casi 30 años- el 22 de agosto de 1999, en el Estadio Vicente Calderón ante el Atlético de Madrid, en un encuentro que terminó con victoria vallecana por 0:2. Fue el inicio de una temporada histórica, en la que el Rayo obtuvo su mejor clasificación en Primera División -noveno- y su primera clasificación para la Copa de la UEFA.
El verano de 2000 fue traspasado, con Amaya y Jean Francois Hernández, al Atlético de Madrid, que iniciaba un nuevo proyecto para salir del pozo de la Segunda División. Pero el mal inicio de temporada de los colchoneros acabó motivando su salida en el mercado de invierno, para terminar el curso nuevamente en Primera División con el CA Osasuna.
Para la temporada 2001-02 se incorpora al Deportivo Alavés, club que vivía sus años dorados tras proclamarse subcampeón de la Copa de la UEFA. En su primer año tuvo un papel destacado, jugando 36 de los 38 partidos ligueros, en los que añotó seis goles -cuatro de penalti- que contribuyeron a una nueva clasificación europea del club vitoriano. La siguiente temporada, sin embargo, la situación del equipo dio un giro radical y terminó perdiendo la categoría.
Llorens abandonó el Alavés tras el descenso para incorporarse a otro club de Segunda División, el Polideportivo Ejido, donde militó durante tres temporadas. Tras perder protagonismo en su última campaña, abandonó el club almeriense para regresar, con 37 años, al Rayo Vallecano. La temporada 2007-08, con el club madrileño logró el campeonato de Segunda División B y el ascenso a Segunda División A. Tras entrenar en las categorías inferiores del Villarreal CF, y CF Torre Levante Orriols, firma con el Club amateur del Torre Levante para la promoción de ascenso a la tercera división.

## Clubes
| Club                | País   | Año        |
| ------------------- | ------ | ---------- |
| Tomelloso CF        | España | 1991-1992  |
| Cartagena FC        | España | 1992-1993  |
| Elche CF            | España | 1993-1994  |
| Levante UD          | España | 1994-1995  |
| UE Lleida           | España | 1995-1997  |
| CD Leganés          | España | 1997-1998  |
| Rayo Vallecano      | España | 1998-2000  |
| Atlético de Madrid  | España | 2000       |
| CA Osasuna          | España | 2001       |
| Deportivo Alavés    | España | 2001-2003  |
| Polideportivo Ejido | España | 2003-2006  |
| Rayo Vallecano      | España | 2006- 2009 |